# کووانتس
کووانتس (به چکی: Kovanec) یک منطقهٔ مسکونی در جمهوری چک است که در ناحیه ملادا بولسلاو واقع شده‌است. کووانتس ۳٫۷۷ کیلومتر مربع مساحت و ۱۲۵ نفر جمعیت دارد.